# Michał Ryszkowski
Michał Ryszkowski herbu Nowina (zm. w 1729 roku) – podczaszy łukowski w latach 1696–1720, pisarz grodzki lubelski w latach 1707-1710.
Poseł z województwa lubelskiego na sejm zwyczajny 1692/1693 roku. W styczniu 1702 roku podpisał akt pacyfikacji Wielkiego Księstwa Litewskiego. Był posłem na sejm 1701/1702. Poseł z Inflant na sejm 1703 roku.